# مركب زنك عضوي

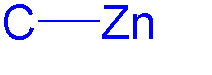
الرابطة بين الكربون والزنك هي أساس مركبات الزنك العضوية

ثنائي إيثيل الزنك

مركبات الزنك العضوية هي صنف من المركبات العضوية الفلزية الحاوية على رابطة كيميائية بين عنصري الزنك والكربون Zn-C؛ ويدعى الفرع من الكيمياء المهتم بدراسة تلك المركبات باسم كيمياء الزنك العضوية.
كانت مركبات الزنك من أوائل المركبات العضوية الفلزية المكتشفة، وهي أقل نشاطاً كيميائياً من كواشف غرينيار (مركبات المغنسيوم العضوية) أو من مركبات الليثيوم العضوية؛ ومن الأمثلة عليها مركبات ثنائي ألكيل الزنك، مثل مركب ثنائي ميثيل الزنك، وكذلك مركب ثنائي إيثيل الزنك، والذي أعلن عن تحضيره أول مرة سنة 1848 من تفاعل فلز الزنك مع يوديد الإيثيل؛ وكان من أول المركبات التي برهن على وجود رابطة سيغما بين ذرة فلز وذرة كربون. عموماً، تعد مركبات الزنك العضوية من المركبات ذات التطبيقات الاختصاصية المهمة.